# Zermatt
Zermatt is een dorp en gemeente aan de voet van de Matterhorn in het Duits-sprekende deel van het kanton Wallis in het zuiden van Zwitserland. Het ligt op ongeveer 10 km van de grens met Italië.

## Beschrijving

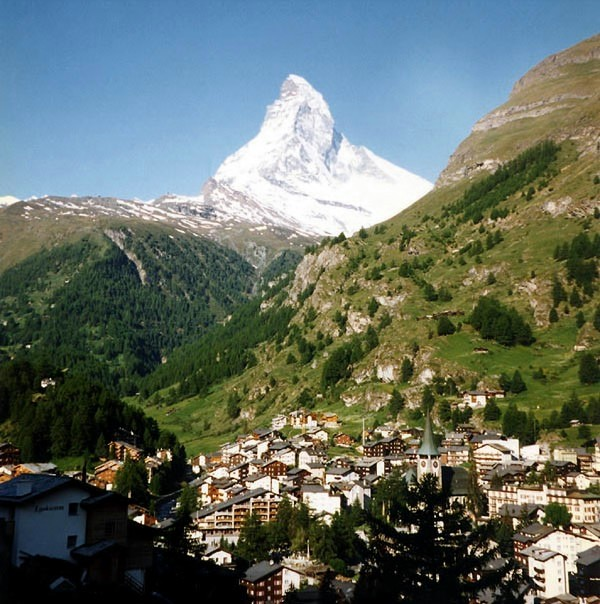
In juni ligt er nog volop sneeuw op de Matterhorn, terwijl het in Zermatt lente is.

Zermatt is in grootte de derde gemeente van Zwitserland met een oppervlakte van 243,4 km², als volgt verdeeld: 1,3 km² bebouwde kom, 9,4 km² bos, 10,0 km² agrarisch (incl. alpenweiden) en 183,0 km² beschermd natuurgebied. Zermatt telt 5.751 inwoners. Van hen behoort ongeveer 83% tot de rooms-katholieke kerk. Het dorp ligt op het eind van een zuidelijk gerichte vallei, op een hoogte van 1620 m.
Zermatt is een bekende wintersportplaats met skigebied en een populaire toeristische bestemming. Tot halverwege de 19e eeuw was het voornamelijk een landbouwgemeenschap. De namen Zermatt en Matterhorn verwijzen naar de alpenweiden of matten in de vallei. Zermatt werd toen "ontdekt" door Britse bergbeklimmers. De daaropvolgende strijd om als eerste de top van de Matterhorn te bereiken bracht het dorp grote bekendheid. Sindsdien is Zermatt een gewilde toeristenplaats geworden. De 124 hotels en vakantiewoningen bieden in het hoogseizoen plaats aan meer dan 17.500 gasten. In 2017 werd in de omgeving de Charles Kuonen Hängebrücke geopend. Deze voetgangersbrug is de op twee na langste hangbrug voor voetgangers ter wereld.

## Verkeer
Het dorp is sinds 1961 autovrij. Het vervoer binnen Zermatt vindt plaats met elektrische voertuigen of paard en wagen.
Bezoekers laten hun auto achter in een grote parkeergarage (Matterhorn Terminal) in het op 5 kilometer naar het noorden gelegen Täsch en leggen het laatste stuk af per trein van de MGB-spoorlijn Brig - Zermatt. Voor deze reizigers rijden per uur drie pendeltreinen tussen Täsch en Zermatt. Ook in Brig of Visp, onderaan de vallei, kan de auto worden achtergelaten. Hier kan de reguliere uurdienst naar Zermatt worden genomen. Via deze lijn verbindt enkele malen per dag de Glacier Express (de "traagste sneltrein ter wereld") Zermatt met St. Moritz.
Tegenover het MGB-station vertrekt de Gornergratbahn (GGB), een tandradspoorweg naar de op 3100 m hoogte gelegen Gornergrat-bergkam. Deze lijn is, na de Jungfraubahn, de op een na hoogste bergspoorweg in Europa.
Air Zermatt voert toeristische helikoptervluchten uit, onder meer naar en rond de Matterhorn. Dit zou gedaan worden om de kosten te dekken van reddingsoperaties in de bergen, waarvoor de helikopters eigenlijk zijn bedoeld. Voorts zijn er reguliere vluchten om goederen en levensmiddelen naar berghutten te vervoeren.

## Fotogalerij

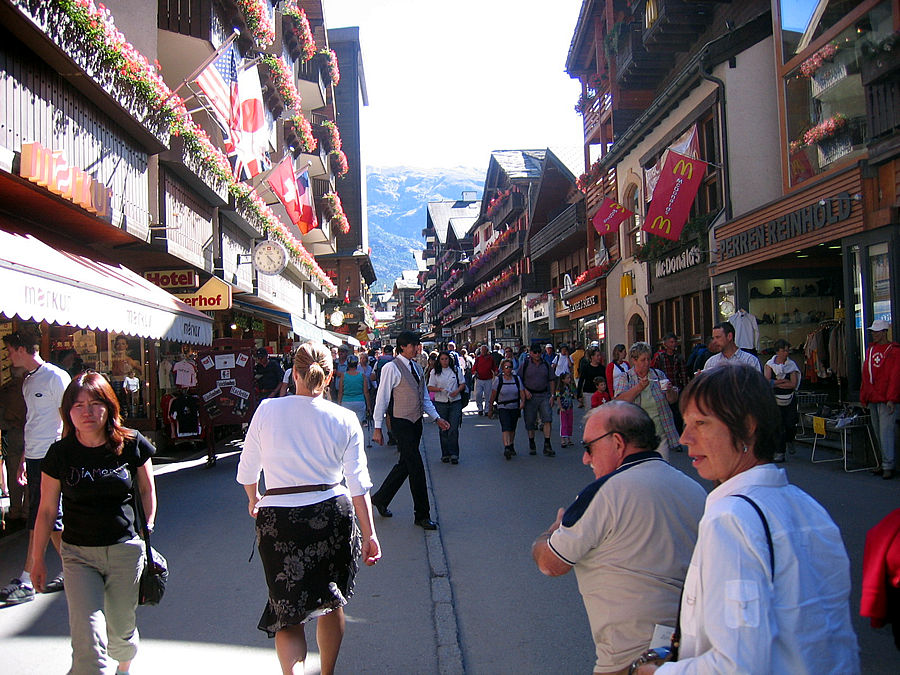
Bahnhofstrasse
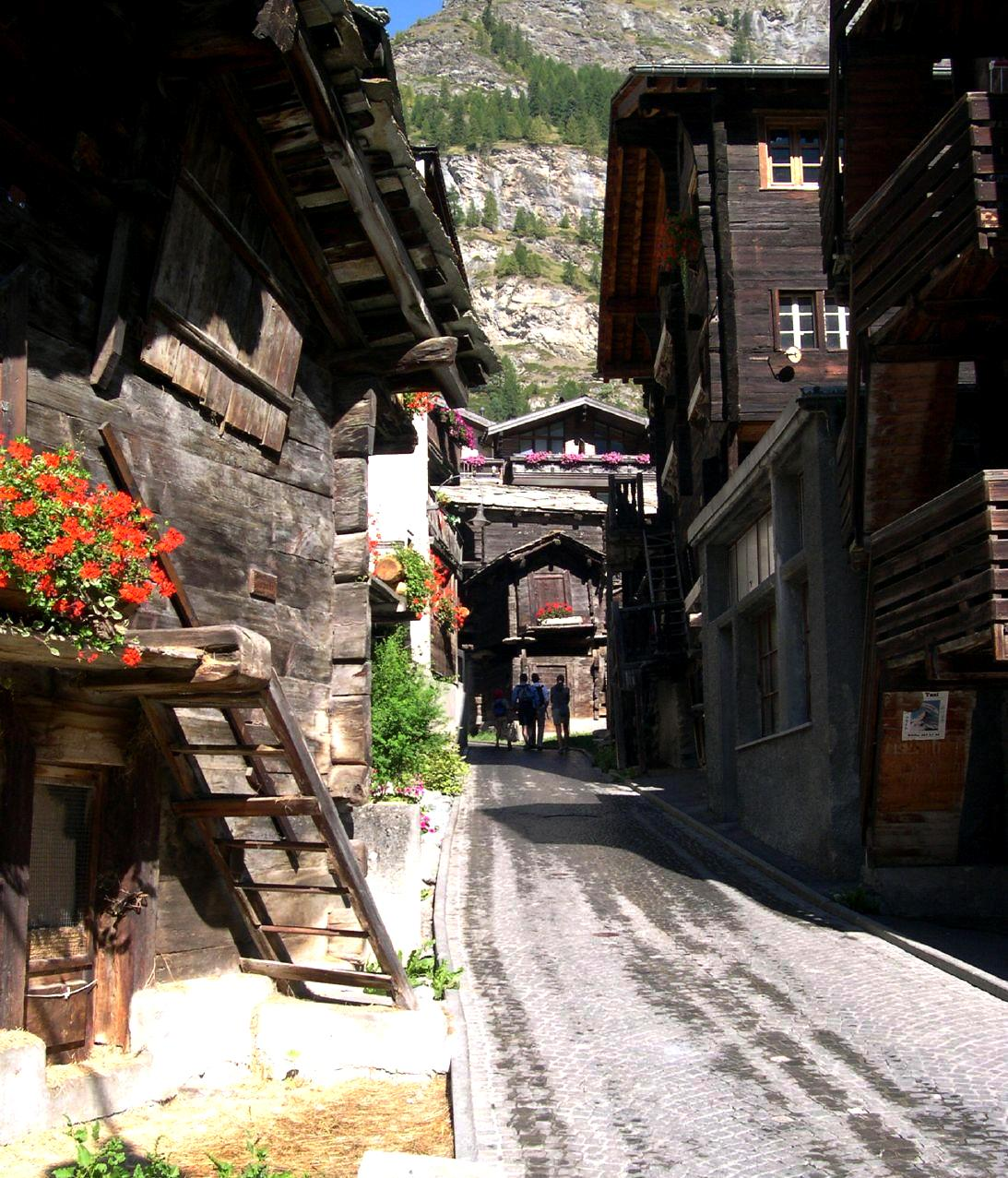
Oud straatje
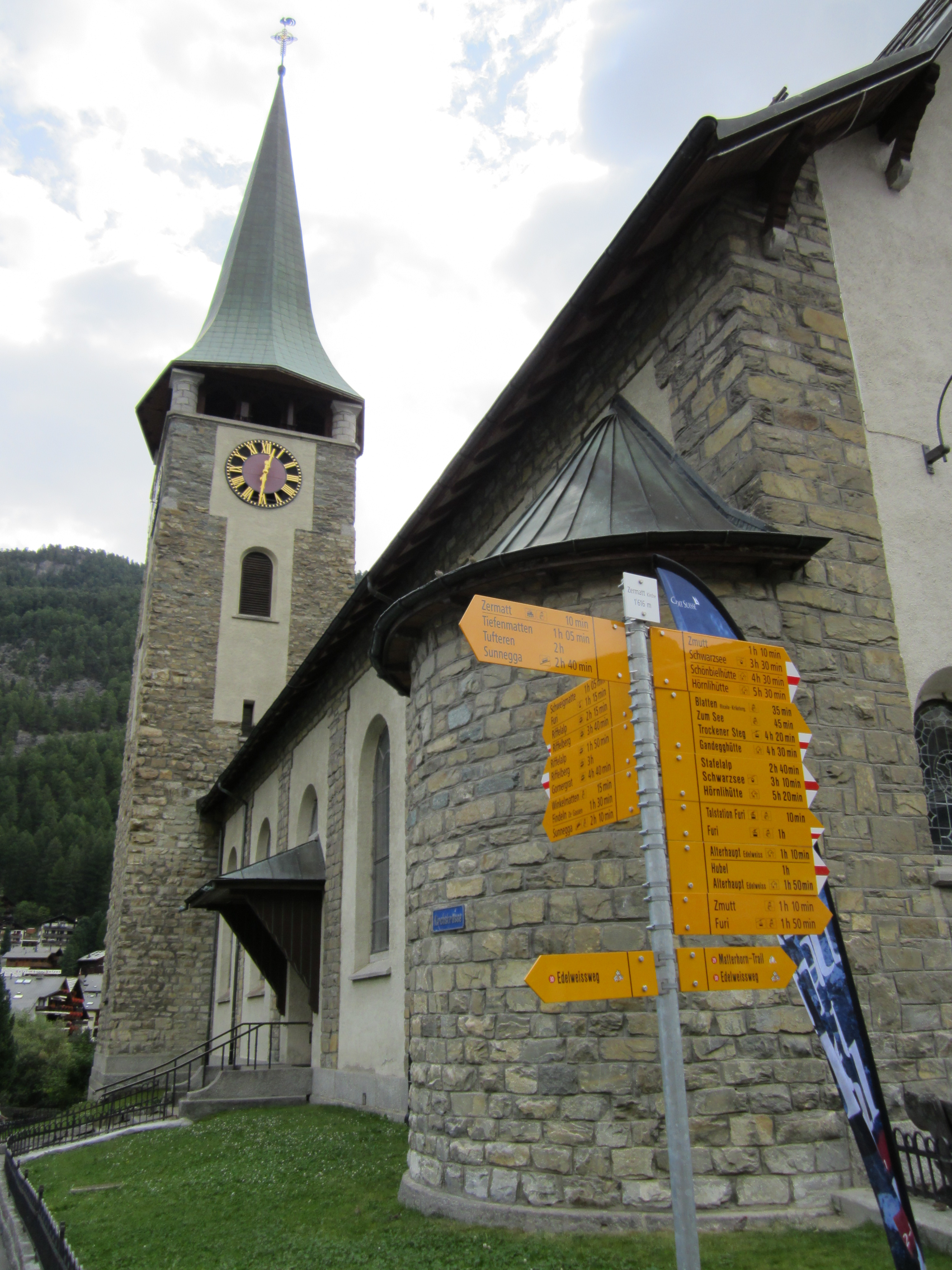
Kerk
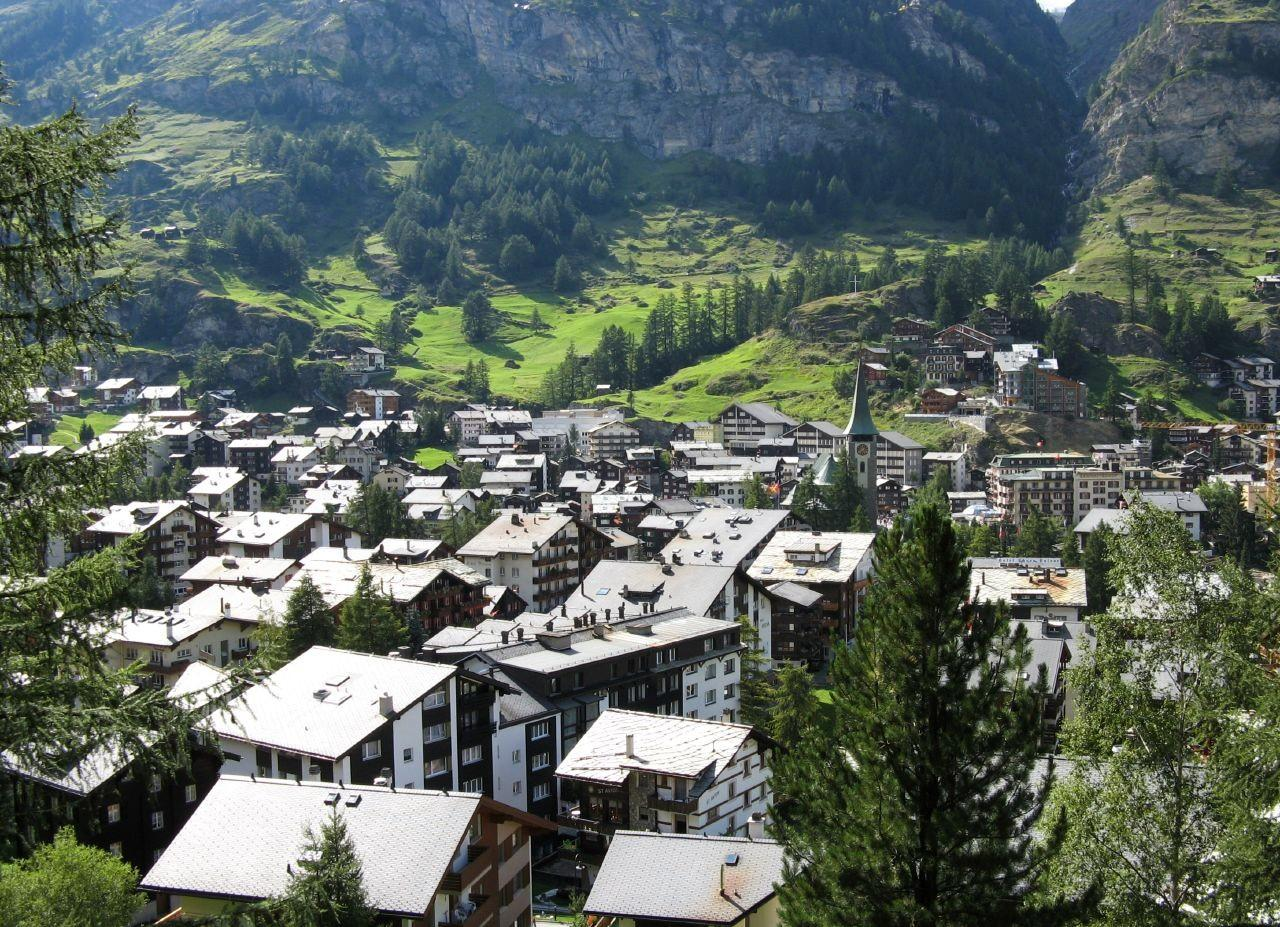
Zermatt gezien vanuit het oosten
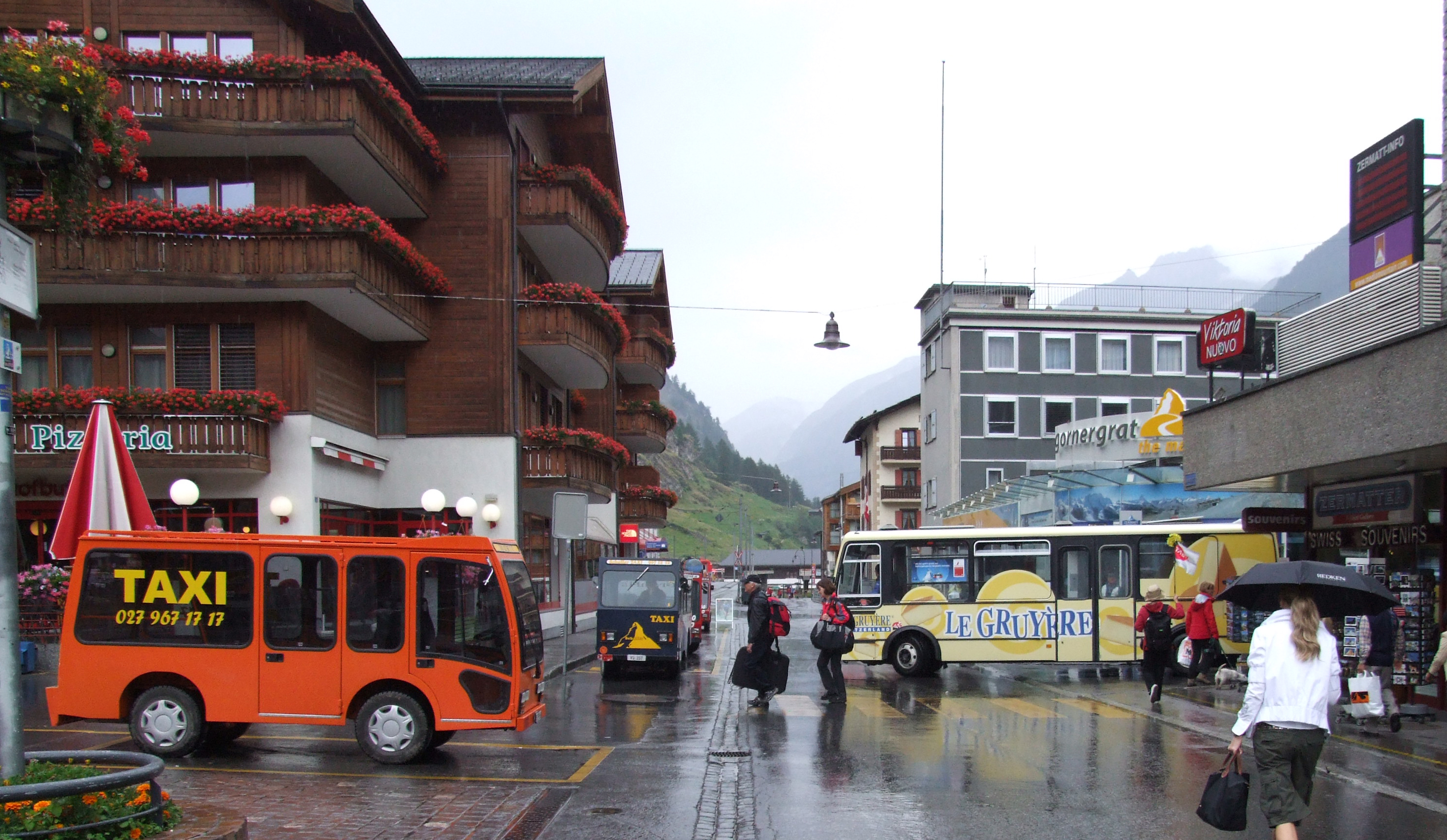
Elektrische voertuigen in het autovrije Zermatt
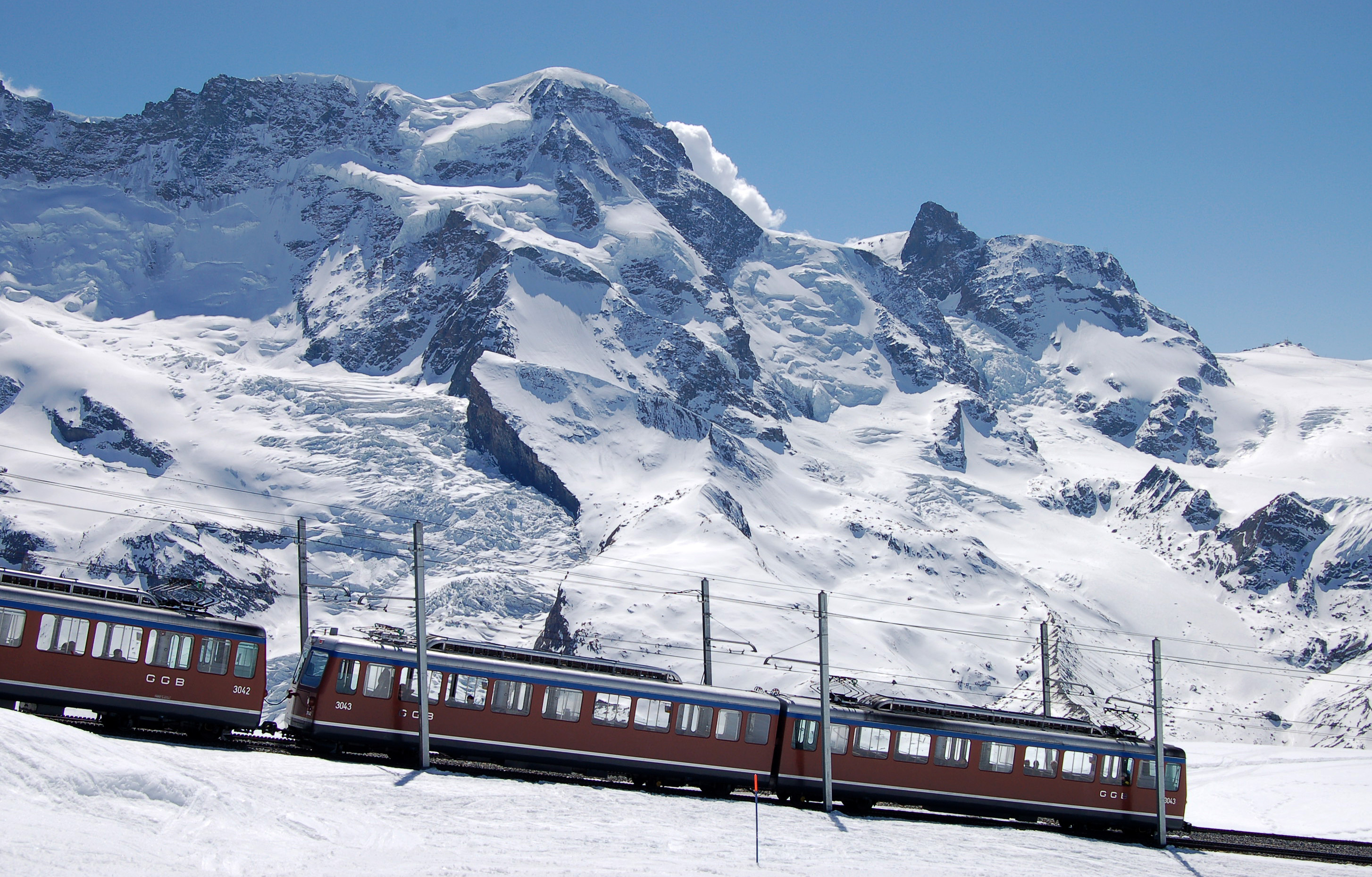
De Gornergratbahn onderweg
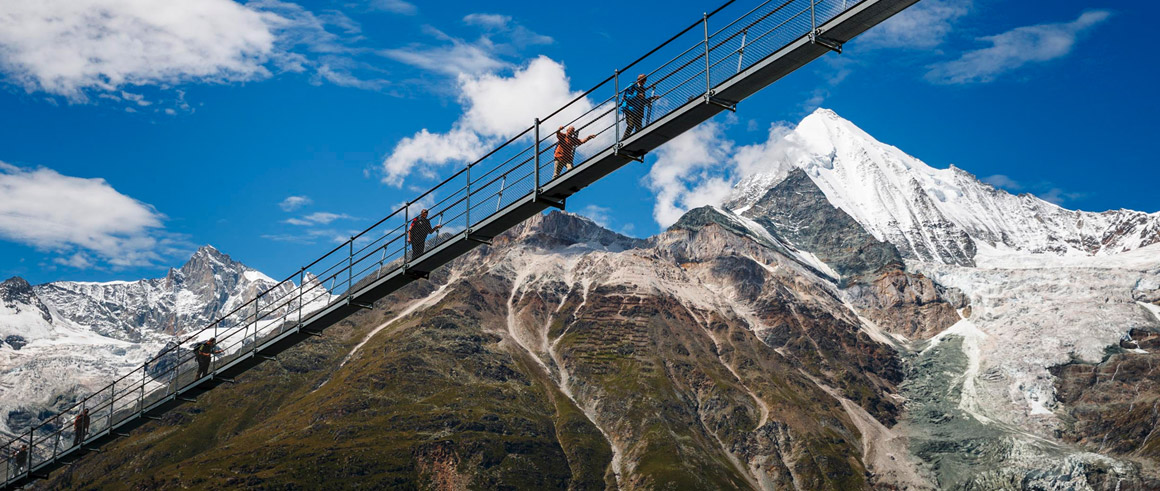
Charles Kuonen Hängebrücke

## Geboren en overleden
Geboren te Zermatt
- 1961 Max Julen, alpineskiër
- 1981 Fränzi Aufdenblatten, alpineskiester

Geboren en overleden te Zermatt
- 1897-1975 Alfred Aufdenblatten (77), militair en langläufer
- 1898-1982 Anton Julen (84), militair en langläufer
- 1899-1989 Alfons Julen (89), militair en langläufer
- 1900-2004 Ulrich Inderbinen (103), berggids

Overleden te Zermatt
- 1895 Catharina Seiler-Cathrein (61), onderneemster en hotelierster[1]
- 1970 Max Abegglen (68), voetballer
- 1984 Jules François (77), Belgisch oogspecialist

Omgekomen op de Matterhorn
- 1865 Michel Croz (35), Frans alpinist
- 1865 Francis Douglas (18), Brits alpinist
- 1865 Douglas Hadow (19), Brits alpinist
- 1865 Charles Hudson (36), Brits alpinist
- 1891 Jean-Antoine Carrel (62), Italiaans alpinist

## Andere plaatsen in de gemeente Zermatt
- Zmutt